# Rezolucija Vijeća sigurnosti UN-a 752
Rezolucijom 752 Vijeća sigurnosti Ujedinjenih naroda, jednoglasno usvojenom 15. svibnja 1992., nakon ponovnog potvrđivanja rezolucija 713 (1991), 721 (1991), 724 (1991), 727 (1992), 740 (1992) , 743 (1992) i 749 (1992), Vijeće je izrazilo zabrinutost stanjem u Jugoslaviji, posebno borbama u Bosni i Hercegovini, tražeći da sve strane prekinu borbe i poštuju primirje potpisano 12. travnja 1992.
Vijeće je pozvalo sve strane da surađuju s naporima Europske zajednice da se pregovorima pronađe političko rješenje, ističući da je promjena granica silom neprihvatljiva. Također je zahtijevano da se jedinice Jugoslavenske narodne armije i dijelovi Hrvatske vojske povuku ili stave pod vlast Vlade Bosne i Hercegovine. Rezolucijom se zahtijevalo poštivanje suvereniteta i teritorijalnog integriteta Bosne i Hercegovine. Neregularne snage prisutne na teritoriju trebale su biti raspuštene i razoružane.
U rezoluciji je potom naglašena važnost humanitarne pomoći regiji s obzirom na veliki broj raseljenih, te su pozvane strane prisutne u Bosni i Hercegovini da omoguće humanitarni pristup. Također je zatražio punu suradnju sa Zaštitnim snagama Ujedinjenih naroda i Promatračkom misijom Europske zajednice. Naposljetku, Rezolucija 752 zatražila je od glavnog tajnika Boutrosa Boutrosa-Ghalija da drži situaciju pod nadzorom.
Neprovedba postojeće rezolucije poslužila je kao temelj za daljnje međunarodne sankcije protiv Savezne Republike Jugoslavije (Srbije i Crne Gore), počevši od Rezolucije 757.

## Vanjske poveznice
| Wikizvor | Engleski Wikizvor ima izvorni tekst na temu: United Nations Security Council Resolution 752 |

- Text of the Resolution at undocs.org